# پیش‌بینی بوم‌شناختی
پیش‌بینی بوم‌شناختی (به انگلیسی: Ecological forecasting)، از دانش فیزیک، بوم‌شناسی و فیزیولوژی برای پیش‌بینی چگونگی تغییر جمعیت‌ها، جوامع یا اکوسیستم‌های بوم‌شناختی در آینده در پاسخ به عوامل محیطی مانند تغییر آب و هوا استفاده می‌کند. هدف این رویکرد، ارائه اطلاعاتی به مدیران منابع طبیعی برای پیش‌بینی و پاسخگویی به شرایط آب و هوایی کوتاه‌مدت و بلندمدت است.
یکی از کامل‌ترین منابع در این زمینه کتاب پیش‌بینی بوم‌شناختی نوشته مایکل سی دیتز است.